# Ken Kirzinger
Kenneth Kirzinger (n. 4 noiembrie 1959, Saskatchewan, Canada) este un actor și cascador canadian, cunoscut mai ales pentru interpretările sale ale lui Jason Voorhees în Freddy vs. Jason (2003), Pa în Wrong Turn 2: Dead End (2007) și Rusty Nail în Joy Ride 3: Roadkill (2014).

## Carieră

### Rolul lui Jason Voorhees
Cu o înălțime de 1,93 m, este cel mai înalt bărbat care l-a interpretat pe Jason Voorhees în Freddy vs. Jason. Regizorul Ronny Yu a încercat să limiteze cât mai mult posibil scenele cu Kirzinger în film. Din cauza acestei cascadorii, Glenn Ennis a fost chemat să execute o serie de cascadorii, inclusiv o cascadorie care îl arăta pe Jason mergând printr-un câmp ucigând adolescenți în timp ce aceștia erau în flăcări. Înainte de a fi distribuit în rolul lui Jason în Freddy vs. Jason, a jucat un mic rol în filmul din 1989, Friday the 13th Part VIII: Jason Takes Manhattan.